# Shake Ya Ass
Shake Ya Ass è il primo singolo di Mystikal estratto dall'album Let's Get Ready, primo singolo commerciale e primo suo successo a livello internazionale.
Questo singolo è stato programmato già prima della pubblicazione, ha raggiunto risultati ottimi prima che Let' Get Ready venisse rilasciato. Spesso il brano viene citato in forma slang Shake Ya Ass nei video o nel singolo ufficiale anche se nell'album viene usato il titolo Shake It Fast, solo dopo la promozione del disco è stato ufficializzato il titolo Shake Ya Ass. Il brano è stato realizzato insieme a Pharrell Williams che cantava nei ritornelli mentre Mystikal reppava in tutta la canzone. La strumentale è stata prodotta dai Neptunes e quindi dallo stesso Pharrell Williams che componeva le basi, mentre Chad Hugo usava il sassofono.

## Video
Il video inizia con Mystikal che inizia a cantare in una stanza con pareti gialle e allo stesso tempo quest'ultimo mentre guida la sua auto, vede delle ragazze e una di queste gli dà un biglietto per una festa, successivamente apparirà Pharrell Williams che canterà in una stanza con una ragazza al fianco e negli altri 2 ritornelli canterà con più ragazze in una casa. Il video si riprende che Mystikal, al centro della festa è circondato da ballerine mascherate e una di queste invita il rapper a seguirla e alla fine si fermano in un salone. Il video termina quando la ballerina si toglie la maschera davanti a lui e quest'ultimo scopre che era la ragazza che gli aveva dato il bilglietto quando si era avvicinato a guardarla con la sua auto, all'inizio del video. Il videoclip è stato diretto da Little X che si può intravedere in diverse scene.

## Critica
Il singolo come il disco ha ottenuto buoni risultati è un'ottima somma di vendite, Shake Ya Ass è stato posizionato nelle prime 2 settimane al 10º posto e dopo 2 mesi al 23º posto della Billboard 200 in tutte le classifiche USA è arrivato al 20º posto mentre nella UK Singles Top 40 è arrivato alla N.30. Inoltre è salito al 7º posto nella Hot R&B/Hip-Hop Songs. Il video ha ottenuto la certificazione Vevo per la grande quantità di singoli venduti e nel marzo 2002, Mystikal vinse il Grammy Award per il miglior video Hot R&B/Hip-Hop appunto Shake Ya Ass.

## Tracce
1. Shake Ya Ass featuring Pharrel Williams-hip-hop singles-4:16-